# Bassopiano dell'alta Zeja
Il Bassopiano dell'alta Zeja (in russo Верхнезейская равнина?) è una pianura dell'Estremo Oriente della Russia. Si trova nel territorio dell'oblast' dell'Amur.

## Geografia
Il bassopiano è situato nella parte settentrionale dell'oblast' dell'Amur, nel corso superiore del fiume Zeja, tra i monti Tukuringra e i Džagdy a sud, e la catena degli Stanovoj a nord. La lunghezza della pianura da ovest a est supera i 300 km, la larghezza supera i 100 km e l'altezza arriva ai 500 m. La pianura occupa una depressione composta da sedimenti fluviali e lacustri di età neogenica e quaternaria. È drenata dalla Zeja con i suoi affluenti, il più grande dei quali è il Giljuj. La parte sud-occidentale della pianura è inondata dalle acque del bacino idrico della Zeja.
Il clima è continentale rigido, la quantità di precipitazioni è di 500-600 mm all'anno (massimo in estate). Il permafrost è ovunque. La taiga di larice domina su suoli podzolici; i boschi di larici sono radi e paludosi. A est il bassopiano è attraversato dalla Ferrovia Bajkal-Amur (BAM).